# Umjetnički nakit
Umjetnički nakit  je jedan od naziva koji se koriste za nakit izveden od strane autora koji djeluju bilo u okviru vlastitog bilo zajedničkog ateljea, te svoja djela u pravilu sami i izvode. U Njemačkoj i Italiji koristi se i   naziv autorski nakit.
Kao što i samo ime kaže radi se o nakitu kod kojeg je naglasak prije svega na kreativnosti i kvalitetno osmišljenom oblikovanju, ovaj nakit prije svega karakterizira nekonvencionalan izbor materijala, za razliku od klasičnih isključivo plemenitih materijala (poput zlata, srebra, platine, dragog i poludragog kamenja).Oblikovanje je ovog nakita u uskoj vezi za recentnim umjetničkim praksama.
Povijest umjetničkog nakita počinje četrdesetih godina dvadesetog stoljeća u SAD, te u poslijeratnoj Njemačkoj pedesetih godina. Danas je umjetnički nakit internacionalni fenomen - SAD, Europa, Australija, Kanada, Japan -   sve ove zemlje imaju danas živu i aktivnu scenu. Tu treba pribrojiti i neke južnoameričke zemlje kao i Južnoafričku Republiku. No korijeni produkcije umjetničkog nakita mogu se naći već u 19.stoljeću, prije svega u Art and Crafts pokretu.
U prethodnike umjetnički oblikovanog nakita svakako treba ubrojiti i Rene Laliquea, najvažnijeg oblikovatelja nakita u razdoblju secesije. Također je tu nezaobilazna i uloga Wiener Werkstatte i Josefa Hofmanna. Nepobitno je važno i djelovanje Alexandera Caldera, američkog apstraktnog kipara, koji je povremeno radio i nakit od mjedi, te srebra.
Treba naglasiti i da su neki od najznačajnih umjetnika 20. stoljeća povremeno radili i nakit, doduše najčešće su ga samo skicirali dok su realizaciju prepuštali drugima(, Pablo Picasso, Georges Braque, Salvador Dali, Giorgio de Chirico, Man Ray).Nakit su radili i talijanski kipari Bruno Martinazzi te Gio i Arnaldo Pomodoro, no tek u razdoblju nakon 1950.
Može se na kraju reći da se, kako u svijetu tako i kod nas, u ovu kategoriju pokušava ugurati sve i svašta, prije svega klasičan zlatarski nakit kvazisuvremenog/kvaziumjetničkog oblikovanja, ali i najrazličitiji uradci od jeftinih materijala poput raznih perli ili recikliranih materijala.

## Terminologija
Liesbeth den Besten, povjesničarka umjetnosti, identificirala je 6 osnovnih pojmova koji određuju umjetnički nakit, uključujući suvremenost, studijsku izradu, umjetnički osviješten, istraživački pristup, oblikovanje te isticanje autorstva. Kustosica Kelly L'Ecuyer definira u umjetničkim atelijerima nastao nakit, kao izdanak pokreta umjetničkih ateljea koji se bave zanatsvom, dodajući da se tu ne radi o nekoj određenoj vezanosti za neki stil već za okolnosti u kojima je objekt izrađen. Po njenoj definiciji, "Pripadnici pokreta u umjetničkim atelijerima nastalog nakita su neovisni umjetnici koji svoje odabrane materijale koriste za stvaranje unikatnih,ili u malim edicijama izrađenih komada nakita..... Oni su istovremeno i oni koji izrađuju nacrte za    predmete i oni koji ih izvode (iako im u određenim fazama izrade mogu pomagati i njihovi pripravnici,te pomoćnici),nakit izrađuju sami, u malim umjetničkim radionicama,ne rade ga tvornički."

## Kritika dragocjenosti
Autori umjetničkog nakita često rade na kritičan, osviješten način, te u svom radu propituju pojmove poput "dragocjenog "i "nosivog"  - pojmove koji čine okosnicu proizvodnje konvencionalnog, dragocjenog nakita. Prvi su umjetnici umjetničkog nakita u početku također koristili skupocjene materijale, no uvijek su istinski umjetničku izražajnost postavljali kao ključnu odrednicu svog rada. Početkom šezdesetih godina 20.stoljeća počeli su koristiti nove, alternativna materijale, poput aluminija i plastike, prekidajući tako s prije spomenutim konvencionalizmom skupocjenosti i visoko precizne izrade kao primarne paradigme.

## Važniji autori

### Prije 1960.
Alexander Calder, Margaret de Patta,Peter Macchiarini ,Irene Brynner,John Paul Miller,Clare Falkenstein,Elisabeth Treskow,Art Smith,Sam Kramer

### 1960.-te
John Donald, Andrew Grima, Arnoldo Pomodoro;Klaus Ulrich, Gijs Bakker, Emmy Van Leersum, J. Fred Woell, Stanley Lechtzin, Eleanor Moty,Gerda Flöckinger, Emanuel Raft, Anton Cepka, Tone Vigeland,Olaf Skoogfors

### 1970.-te
Mario Pinton, Francesco Pavan, Gianpaolo Babetto, Bruno Martinazzi, Reinhold Reiling, David Watkins, Wendy Ramshaw, Claus Bury,Hermann Jünger
, Friedrich Becker, Yasuki Hiramatsu, Mary Lee Hu, Richard Mawdsley, Vratislav Karel Novak,Onno Boekhoudt,Peter Skubic

### 1980.-te
Daniel Kruger, Ramon Puig Cuyas ,Manfred Bischoff, Gerd Rothmann, Otto Kunzli, Arline Fisch, Robin Quigley, Joke Brakman,David LaPlantz,Edward de Large, Marion Herbst, Esther Knobel, Bruce Metcalf, Pierre Degen,Robert Baines

### 1990.-te
Michael Zobel, Angela Hube, Robert Smit, Roger Hutchinson

### 2000.-te
Peter Chang,Ted Noten,Naomi Filmer,Dinie Besems,Margaret Boden

### Najvažnije europske galerije koje izlažu suvremeni nakit
Electrum Gallery London
Galerie Ra Amsterdam
Galerie Spektrum München

## Umjetnički nakit u Hrvatskoj
U Hrvatskoj je početni razvoj umjetničkog nakita vezan uz malobrojne ali ipak postojeće radove Ive Kerdića i Tomislava Krizmana,te potom uz odjel za oblikovanje metala današnje zagrebačke škole primijenjene umjetnosti i dizajna (utemeljen 1956. godine – jedan od utemeljitelja  bio je poznati  zlatar, graver i medaljer Teodor Krivak).Naime upravo je iz ove ustanove potekla većina autora koji su djelovali, te danas djeluju kao autori umjetnički oblikovanog nakita kod nas(ovo je imalo i određeni negativni utjecaj jer većina naših autora nije uspjela svoj izraz izdići iznad oblikovnih paradigmi nastalih do 1975. – 1980.  godine ).
Broj onih koji su na ovu scenu došli iz uvjetno rečeno tradicionalnog zlatarstva znatno je manji( Stjepan Balja, Lazer Lumezi, Davor Bajec ,Julijana Rodić Ozimec,Mario Nokaj).
Svakako treba spomenuti i jedina naša 2 specijalistički visokoobrazovana oblikovatelja nakita- Nenada Robana i Luku Petrinjaka( školovani u Belgiji).
Danas dio autora kao jedino obrazovanje po pitanju umjetničke obrade metala ističe i tečajeve koje se održavaju u Pučkom otvorenom učilištu ili u ateljeu Lazera Lumezija.Određenu ulogu svakako ima i studij    sitne  plastike i  medaljerstva na  Akademiji likovnih umjetnosti u Zagrebu. Važan poticaj u promociji hrvatskog umjetničkog nakita imala je monografija Suvremeni umjetnički nakit u Hrvatskoj autora Marija Beusana (1944. – 2022.), objavljena 2008. u Zagrebu. Beusan je i sam bio oblikovatelj umjetničkog nakita u tehnici emajla, inače po školovanju arhitekt. Spomena je vrijedan i rad Vere Dajht-Kralj, kiparice koja je radila nakit u tehnici emajla na elektroformiranom bakru. Vrlo je važan i rad Aranka Njirić Varga te Jasenke Pavliše (1945. – 2012.), najznačajnijih predstavnica samoukih autora, obje su ove autorice, nažalost pokojne, samostalno formirale vlastiti izraz.
Spomenimo i neke od umjetnika koji su svoje ideje u realizaciji prepuštali majstorima zlatarima, poput Miroslava Šuteja(1936. – 2005. )  po čijim je nacrtima radio Stjepan Popek, ili Josipa Cmroka (1932. – 2012.) koji je surađivao s Božidarom Jakšićem. Ova je suradnja dakako pokazivala i klasične mane ovakvog načina rada – poput gubljenja neposrednosti pri realizaciji ideje od strane likovno prilično neosviještenog ali zanatski kvalitetnog majstora.
Na kraju treba spomenuti i ULUPUH-ovu Sekciju za oblikovanje plemenitih kovina i umjetničkog nakita, kao najvažniju strukovnu udrugu oblikovatelja umjetničkog nakita kod nas.[kod koga?]

## Vanjske poveznice
- Art Jewelry Forum
- Klimt02: an initiative in the world of Jewellery today
- Association for Contemporary Jewellery
- Associazione Gioello Contemporaneo
- Contemporary_American_Jewelry_Design_by_Ettagale_Blaue
- ULUPUH Sekcija za oblikovanje plemenitih kovina i umjetničkog nakita